# Liste der Naturdenkmäler in Neumarkt (Südtirol)
Die Liste der Naturdenkmäler in Neumarkt (italienisch Egna) enthält die acht als Naturdenkmal ausgewiesene Objekte auf dem Gebiet der Gemeinde Neumarkt in Südtirol.
Basis ist das im Internet einsehbare offizielle Verzeichnis der Naturdenkmäler in Südtirol (Stand: 23. Januar 2015). Dabei kann es sich um botanische, geologische oder hydrologische Naturdenkmäler handeln. Die Reihenfolge in dieser Liste orientiert sich an der ID, alternativ ist sie auch nach dem Namen sortierbar.

## Liste
| Foto |                 | Name                                                  | Standort                                            | Beschreibung                                         |
| ---- | --------------- | ----------------------------------------------------- | --------------------------------------------------- | ---------------------------------------------------- |
| ja   | Datei hochladen | 1 Eiche in Mazzon ID: 059_G02                         | 46° 18′ 26″ N, 11° 16′ 42″ O Mazoner Straße         | Botanisches Naturdenkmal: Eiche                      |
| ja   | Datei hochladen | 1 Nussbaum in Neumarkt ID: 059_G03                    | 46° 18′ 55″ N, 11° 16′ 23″ O Bozner Straße 11       | Botanisches Naturdenkmal: Walnussbaum                |
| ja   | Datei hochladen | zwei Zürgelbäume in Laag ID: 059_G04                  | 46° 16′ 18″ N, 11° 14′ 23″ O Albrecht-Dürer-Platz 1 | Botanisches Naturdenkmal: Zürgelbaum                 |
| BW   | Datei hochladen | Klösterleau ID: 059_G05                               | 46° 17′ 29″ N, 11° 14′ 39″ O                        | Hydrologisches Naturdenkmal: Feuchtgebiet            |
| BW   | Datei hochladen | Felssturzmaterial am Fuße der Sattelwand ID: 059_P06  | 46° 17′ 32″ N, 11° 17′ 49″ O                        | Geologisches Naturdenkmal: Felssturz                 |
| BW   | Datei hochladen | Felssturzmaterial am Fuße der Madrut Wand ID: 059_P07 | 46° 16′ 21″ N, 11° 14′ 56″ O                        | Geologisches Naturdenkmal: Felssturz                 |
| BW   | Datei hochladen | Quellen im Niveau der Raibler Schichten ID: 059_P08   | 46° 16′ 46″ N, 11° 16′ 52″ O                        | Hydrologisches Naturdenkmal: Quelle                  |
| BW   | Datei hochladen | Dolomitenrippen der Kanzel ID: 059_P09                | 46° 18′ 32″ N, 11° 17′ 45″ O                        | Geologisches Naturdenkmal: Geomorphologisches Objekt |

| Foto: | Fotografie des Naturdenkmals. Klicken des Fotos erzeugt eine vergrößerte Ansicht. Daneben finden sich zwei Symbole: |
| ID    | Identifikator bei der Abteilung Natur, Landschaft und Raumentwicklung der Südtiroler Landesverwaltung               |